# Liriomyza singula
Liriomyza singula är en tvåvingeart som beskrevs av Spencer 1969. Liriomyza singula ingår i släktet Liriomyza och familjen minerarflugor.
Artens utbredningsområde är Alberta. Inga underarter finns listade i Catalogue of Life.